# Ejército de Liberación Nacional

ELN:s flagga.

Ejército de Liberación Nacional, förkortat ELN, är en marxistisk gerillarörelse i Colombia. ELN bildades 1963 under revolutionen i Colombia.
Gruppen har gjort sig känt genom att regelbundet kidnappa utländska anställda i stora företag och kräva stora lösesummor. ELN utför också ofta sabotage mot infrastrukturen för oljeindustrin i landet. Gruppen finansierar sina aktiviteter genom beskyddarpengar från koka- och opiumodlingar och narkotikaindustrin.
De beräknas ha omkring 5000 medlemmar under 2010. ELN är klassificerat som en terrororganisation av både USA och EU.
En känd medlem av ELN var Camilo Torres.

## Historik
ELN grundades 1964 av Fabio Vásquez Castaño och andra colombianska rebeller utbildade på Kuba. Sedan Vásquez Castaño avlidit leddes ELN av en grupp romersk-katolska präster, som representerade befrielseteologin. Mest känd är Camilo Torres, en välkänd universitetsprofessor som var kritisk mot den mycket ojämlika inkomstfördelningen i Colombia. Sedan ELN på 1970-talet lidit militärt nederlag och haft interna kriser leddes rörelsen av den spanske prästen Manuel Pérez Martínez, alias El Cura Pérez (Prästen Perez) och Nicolás Rodríguez Bautista, alias "Gabino". Fader Manuel Perez upprätthöll ELN:s ideologi, en blandning av kubansk revolutionär teori och befrielseteologi och ville etablera en kristen och kommunistisk regim för att lösa de sociala och ekonomiska problemen med politisk korruption, fattigdom och utestängning av de flesta colombianer från politiskt inflytande.